# Castiglione dei Pepoli
Castiglione dei Pepoli (emilián nyelven Castión) település Olaszországban, Emilia-Romagna régióban, Bologna megyében. Lakosainak száma 5431 fő (2023. január 1.). Castiglione dei Pepoli Barberino di Mugello, Camugnano, Firenzuola, Grizzana Morandi, San Benedetto Val di Sambro és Vernio községekkel határos.

## Népesség
A település lakossága az elmúlt években az alábbi módon változott:
| Lakosok száma | 5558 | 5514 | 5431 |
|               | 2017 | 2018 | 2023 |